# Wyścig Argentyny WTCC 2015
Wyścig Argentyny WTCC 2015 – pierwsza runda World Touring Car Championship w sezonie 2015. Rozegrała się w dniach 6-8 marca 2015 w miejscowości Termas de Río Hondo na torze Autódromo Termas de Río Hondo.

## Lista startowa
| Nr | Kierowca            | Zespół                          | Samochód                | Opony |
| -- | ------------------- | ------------------------------- | ----------------------- | ----- |
| 2  | Gabriele Tarquini   | Honda Racing Team JAS           | Honda Civic WTCC        | Y     |
| 3  | Tom Chilton         | ROAL Motorsport                 | Chevrolet RML Cruze TC1 | Y     |
| 4  | Tom Coronel         | ROAL Motorsport                 | Chevrolet RML Cruze TC1 | Y     |
| 5  | Norbert Michelisz   | Zengő Motorsport                | Honda Civic WTCC        | Y     |
| 7  | Hugo Valente        | Campos Racing                   | Chevrolet RML Cruze TC1 | Y     |
| 9  | Sébastien Loeb      | Citroën Total WTCC              | Citroën C-Elysée WTCC   | Y     |
| 11 | Grégoire Demoustier | Craft-Bamboo                    | Chevrolet RML Cruze TC1 | Y     |
| 12 | Robert Huff         | Lada Sport Rosneft              | Łada Vesta              | Y     |
| 15 | James Thompson      | Lada Sport Rosneft              | Łada Vesta              | Y     |
| 18 | Tiago Monteiro      | Honda Racing Team JAS           | Honda Civic WTCC        | Y     |
| 19 | Rickard Rydell      | Nika International              | Honda Civic WTCC        | Y     |
| 25 | Mehdi Bennani       | Sébastien Loeb Racing           | Citroën C-Elysée WTCC   | Y     |
| 26 | Stefano D'Aste      | ALL–INKL.COM Münnich Motorsport | Chevrolet RML Cruze TC1 | Y     |
| 27 | John Filippi        | Campos Racing                   | Chevrolet RML Cruze TC1 | Y     |
| 33 | Ma Qinghua          | Citroën Total WTCC              | Citroën C-Elysée WTCC   | Y     |
| 37 | José María López    | Citroën Total WTCC              | Citroën C-Elysée WTCC   | Y     |
| 68 | Yvan Muller         | Citroën Total WTCC              | Citroën C-Elysée WTCC   | Y     |
| 98 | Dušan Borković      | Proteam Racing                  | Honda Civic WTCC        | Y     |
| Nr | Kierowca            | Zespół                          | Samochód                | Opony |

## Wyniki

### I Sesja treningowa
| Nr | Kierowca         | Konstruktor        | Czas     | Okr. |
| -- | ---------------- | ------------------ | -------- | ---- |
| 37 | José María López | Citroën Total WTCC | 1:48,028 |      |

### II Sesja treningowa
| Nr | Kierowca         | Konstruktor        | Czas     | Okr. |
| -- | ---------------- | ------------------ | -------- | ---- |
| 37 | José María López | Citroën Total WTCC | 1:46,589 | 9    |

### Kwalifikacje
Źródło: fiawtcc.com
| Poz. | Nr | Kierowca            | Konstruktor           | Q1       | Q2       | Q3       | Poz. s. |
| --- | --- | ------------------- | --------------------- | -------- | -------- | -------- | ------- |
| 1 | 37 | José María López    | Citroën Total WTCC    | 1:47,300 | 1:45,891 | 1:45,461 | 1       |
| 2 | 68 | Yvan Muller         | Citroën Total WTCC    | 1:47,445 | 1:46,149 | 1:46,701 | 2       |
| 3 | 9 | Sébastien Loeb      | Citroën Total WTCC    | 1:47,056 | 1:46,641 | 1:47,061 | 3       |
| 4 | 33 | Ma Qinghua          | Citroën Total WTCC    | 1:47,326 | 1:45,808 | 1:47,203 | 4       |
| 5 | 18 | Tiago Monteiro      | Honda Racing Team JAS | 1:47,321 | 1:46,469 | 1:47,633 | 5       |
| 6 | 3 | Tom Chilton         | ROAL Motorsport       | 1:47,511 | 1:46,738 | –        | 6       |
| 7 | 2 | Gabriele Tarquini   | Honda Racing Team JAS | 1:47,441 | 1:46,967 | –        | 7       |
| 8 | 26 | Stefano D'Aste      | Münnich Motorsport    | 1:47,240 | 1:47,120 | –        | 8       |
| 9 | 4 | Tom Coronel         | ROAL Motorsport       | 1:48,038 | 1:48,322 | –        | 9       |
| 10 | 15 | James Thompson      | Lada Sport Rosneft    | 1:48,033 | 1:50,165 | –        | 10      |
| 11 | 12 | Robert Huff         | Lada Sport Rosneft    | 1:46,878 | 1:50,553 | –        | 11      |
| 12 | 25 | Mehdi Bennani       | Sébastien Loeb Racing | 1:47,040 | –        | –        | 12      |
| 13 | 98 | Dušan Borković      | Proteam Racing        | 1:48,443 | –        | –        | 13      |
| 14 | 27 | John Filippi        | Campos Racing         | 1:48,507 | –        | –        | 14      |
| 15 | 11 | Grégoire Demoustier | Craft-Bamboo          | 1:49,042 | –        | –        | 15      |
| 16 | 19 | Rickard Rydell      | Nika International    | 1:48,507 | –        | –        | 14      |
| 17 | 5 | Norbert Michelisz   | Zengő Motorsport      | –        | –        | –        | 17      |
| 18 | 7 | Hugo Valente        | Campos Racing         | –        | –        | –        | 18      |
| Poz. | Nr | Kierowca            | Konstruktor           | Q1       | Q2       | Q3       | Poz. s. |
| \| Legenda \| Legenda \| \| ------------------------ \| ---------------------------------------------------------------------------------------------------------------------------------------------------------------------------------------------------------------------------------------------------------------- \| \| Poz. Nr Q1 Q2 Q3 Poz. s. \| Pozycja zajęta w sesji kwalifikacyjnej Numer startowy kierowcy Wynik uzyskany w pierwszej części kwalifikacji Wynik uzyskany w drugiej części kwalifikacji Wynik uzyskany w trzeciej części kwalifikacji Pozycja startowa po uwzględnięniu kar, przesunięć, itp. \| | |                     |                       |          |          |          |         |
| Legenda | |                     |                       |          |          |          |         |
| Poz. Nr Q1 Q2 Q3 Poz. s. | Pozycja zajęta w sesji kwalifikacyjnej Numer startowy kierowcy Wynik uzyskany w pierwszej części kwalifikacji Wynik uzyskany w drugiej części kwalifikacji Wynik uzyskany w trzeciej części kwalifikacji Pozycja startowa po uwzględnięniu kar, przesunięć, itp. |                     |                       |          |          |          |         |

### Wyścig 1

#### Wyścig
Źródło: Wyprzedź Mnie!
| P                 | + / –     | Nr | Kierowca            | Konstruktor           | Okr. | Czas / Strata | Komentarz |
| ----------------- | --------- | -- | ------------------- | --------------------- | ---- | ------------- | --------- |
| 1                 | Bez zmian | 37 | José María López    | Citroën Total WTCC    | 13   | 00:23:25,06   |           |
| 2                 | Bez zmian | 68 | Yvan Muller         | Citroën Total WTCC    | 13   | +0:03,170     |           |
| 3                 | Bez zmian | 9  | Sébastien Loeb      | Citroën Total WTCC    | 13   | +0:07,500     |           |
| 4                 | 1         | 18 | Tiago Monteiro      | Honda Racing Team JAS | 13   | +0:14,168     |           |
| 5                 | 2         | 2  | Gabriele Tarquini   | Honda Racing Team JAS | 13   | +0:16,322     |           |
| 6                 | 11        | 5  | Norbert Michelisz   | Zengő Motorsport      | 13   | +0:18,470     |           |
| 7                 | 3         | 33 | Ma Qinghua          | Citroën Total WTCC    | 13   | +0:20,164     |           |
| 8                 | 2         | 3  | Tom Chilton         | ROAL Motorsport       | 13   | +0:23,499     |           |
| 9                 | 1         | 26 | Stefano D'Aste      | Münnich Motorsport    | 13   | +0:27,306     |           |
| 10                | 6         | 19 | Rickard Rydell      | Nika International    | 13   | +0:30,266     |           |
| 11                | 2         | 98 | Dušan Borković      | Proteam Racing        | 13   | +0:34,387     |           |
| 12                | 3         | 11 | Grégoire Demoustier | Craft-Bamboo          | 13   | +0:36,213     |           |
| 13                | 1         | 25 | Mehdi Bennani       | Sébastien Loeb Racing | 13   | +0:37,906     |           |
| 14                | 5         | 4  | Tom Coronel         | ROAL Motorsport       | 9    | +4 okr        |           |
| Niesklasyfikowani |           |    |                     |                       |      |               |           |
|                   |           | 7  | Hugo Valente        | Campos Racing         | 4    |               |           |
|                   |           | 12 | Robert Huff         | Lada Sport Rosneft    | 4    |               |           |
|                   |           | 15 | James Thompson      | Lada Sport Rosneft    | 2    |               |           |
|                   |           | 27 | John Filippi        | Campos Racing         | 1    |               |           |
| P                 | + / –     | Nr | Kierowca            | Konstruktor           | Okr. | Czas / Strata | Komentarz |

#### Najszybsze okrążenie
| Nr | Kierowca         | Konstruktor        | Czas     | Okr. |
| -- | ---------------- | ------------------ | -------- | ---- |
| 37 | José María López | Citroën Total WTCC | 1:47,702 | 5    |

#### Prowadzenie w wyścigu
| Nr                              | Kierowca         | Okrążenia | Suma |
| ------------------------------- | ---------------- | --------- | ---- |
| 37                              | José María López | 1-13      | 13   |
| \| Wykres \| \| ------ \| \| \| |                  |           |      |
| Wykres                          |                  |           |      |
|                                 |                  |           |      |

### Wyścig 2

#### Wyścig
Źródło: Wyprzedź Mnie!
| P                                                     | + / –     | Nr | Kierowca            | Konstruktor           | Okr. | Czas / Strata | Komentarz |
| ----------------------------------------------------- | --------- | -- | ------------------- | --------------------- | ---- | ------------- | --------- |
| 1                                                     | 7         | 9  | Sébastien Loeb      | Citroën Total WTCC    | 15   | 00:29:33,50   |           |
| 2                                                     | 8         | 37 | José María López    | Citroën Total WTCC    | 15   | +0:04,690     |           |
| 3                                                     | 3         | 18 | Tiago Monteiro      | Honda Racing Team JAS | 15   | +0:10,149     |           |
| 4                                                     | Bez zmian | 2  | Gabriele Tarquini   | Honda Racing Team JAS | 15   | +0:11,564     |           |
| 5                                                     | 7         | 25 | Mehdi Bennani       | Sébastien Loeb Racing | 15   | +0:14,956     |           |
| 6                                                     | 1         | 33 | Ma Qinghua          | Citroën Total WTCC    | 15   | +0:19,697     |           |
| 7                                                     | 9         | 5  | Norbert Michelisz   | Zengő Motorsport      | 15   | +0:17,948     | [ b ]     |
| 8                                                     | 3         | 3  | Tom Chilton         | ROAL Motorsport       | 15   | +0:21,338     |           |
| 9                                                     | 6         | 19 | Rickard Rydell      | Nika International    | 15   | +0:30,607     |           |
| 10                                                    | 4         | 11 | Grégoire Demoustier | Craft-Bamboo          | 15   | +0:32,304     |           |
| 11                                                    | 2         | 68 | Yvan Muller         | Citroën Total WTCC    | 15   | +0:43,627     |           |
| 12                                                    | 6         | 27 | John Filippi        | Campos Racing         | 15   | +1:12,280     | [ c ]     |
| Niesklasyfikowani                                     |           |    |                     |                       |      |               |           |
|                                                       |           | 98 | Dušan Borković      | Proteam Racing        | 8    |               |           |
|                                                       |           | 4  | Tom Coronel         | ROAL Motorsport       | 4    |               |           |
|                                                       |           | 12 | Robert Huff         | Lada Sport Rosneft    | 2    |               |           |
|                                                       |           | 15 | James Thompson      | Lada Sport Rosneft    | 1    |               |           |
|                                                       |           | 26 | Stefano D'Aste      | Münnich Motorsport    | 0    |               |           |
| Nie wystartowali / niedopuszczeni do ponownego startu |           |    |                     |                       |      |               |           |
|                                                       |           | 7  | Hugo Valente        | Campos Racing         |      |               |           |
| P                                                     | + / –     | Nr | Kierowca            | Konstruktor           | Okr. | Czas / Strata | Komentarz |

#### Najszybsze okrążenie
| Nr | Kierowca       | Konstruktor        | Czas     | Okr. |
| -- | -------------- | ------------------ | -------- | ---- |
| 9  | Sébastien Loeb | Citroën Total WTCC | 1:46,708 | 8    |

#### Prowadzenie w wyścigu
| Nr                              | Kierowca       | Okrążenia | Suma |
| ------------------------------- | -------------- | --------- | ---- |
| 9                               | Sébastien Loeb | 1-15      | 14   |
| 33                              | Ma Qinghua     | 1         | 1    |
| 15                              | James Thompson | 1         | 0    |
| \| Wykres \| \| ------ \| \| \| |                |           |      |
| Wykres                          |                |           |      |
|                                 |                |           |      |

## Klasyfikacja po zakończeniu rundy

### Kierowcy
| P                 | +/− | Kierowca            | Starty | Punkty | P1 | P2 | P3 | PP | NO | NS |
| ----------------- | --- | ------------------- | ------ | ------ | -- | -- | -- | -- | -- | -- |
| 1                 | N   | José María López    | 2      | 48     | 1  | 1  | -  | 1  | 1  | -  |
| 2                 | N   | Sébastien Loeb      | 2      | 43     | 1  | -  | 1  | -  | 1  | -  |
| 3                 | N   | Tiago Monteiro      | 2      | 28     | -  | -  | 1  | -  | -  | -  |
| 4                 | N   | Yvan Muller         | 2      | 22     | -  | 1  | -  | -  | -  | -  |
| 5                 | N   | Gabriele Tarquini   | 2      | 22     | -  | -  | -  | -  | -  | -  |
| 6                 | N   | Ma Qinghua          | 2      | 16     | -  | -  | -  | -  | -  | -  |
| 7                 | N   | Norbert Michelisz   | 2      | 14     | -  | -  | -  | -  | -  | -  |
| 8                 | N   | Mehdi Bennani       | 2      | 10     | -  | -  | -  | -  | -  | -  |
| 9                 | N   | Tom Chilton         | 2      | 8      | -  | -  | -  | -  | -  | -  |
| 10                | N   | Rickard Rydell      | 2      | 3      | -  | -  | -  | -  | -  | -  |
| 11                | N   | Stefano D'Aste      | 2      | 2      | -  | -  | -  | -  | -  | 1  |
| 12                | N   | Grégoire Demoustier | 2      | 1      | -  | -  | -  | -  | -  | -  |
| 13                | N   | Dušan Borković      | 2      | 0      | -  | -  | -  | -  | -  | 1  |
| 14                | N   | John Filippi        | 2      | 0      | -  | -  | -  | -  | -  | 1  |
| 15                | N   | Tom Coronel         | 2      | 0      | -  | -  | -  | -  | -  | 1  |
| Niesklasyfikowani |     |                     |        |        |    |    |    |    |    |    |
|                   |     | James Thompson      | 2      | -      | -  | -  | -  | 1  | -  | 2  |
|                   |     | Robert Huff         | 2      | -      | -  | -  | -  | -  | -  | 2  |
|                   |     | Hugo Valente        | 1      | -      | -  | -  | -  | -  | -  | 1  |
| P                 | +/− | Kierowca            | Starty | Punkty | P1 | P2 | P3 | PP | NO | NS |

### Producenci
| P | +/− | Konstruktor | Starty | Punkty | P1 | P2 | P3 | PP | NO | NS |
| - | --- | ----------- | ------ | ------ | -- | -- | -- | -- | -- | -- |
| 1 | N   | Citroën     | 10     | 95     | 2  | 2  | 1  | 2  | 4  | -  |
| 2 | N   | Honda       | 10     | 59     | -  | -  | 1  | -  | -  | -  |
| 3 | N   | Łada        | 4      | 1      | -  | -  | -  | -  | -  | 4  |
| P | +/− | Konstruktor | Starty | Punkty | P1 | P2 | P3 | PP | NO | NS |

### Kierowcy niezależni
| P                 | +/− | Kierowca            | Starty | Punkty | P1 | P2 | P3 | PP | NO | NS |
| ----------------- | --- | ------------------- | ------ | ------ | -- | -- | -- | -- | -- | -- |
| 1                 | N   | Norbert Michelisz   | 2      | 18     | 1  | 1  | -  | -  | 1  | -  |
| 2                 | N   | Tom Chilton         | 2      | 15     | -  | 1  | 1  | 1  | -  | -  |
| 3                 | N   | Mehdi Bennani       | 2      | 15     | 1  | -  | -  | -  | 1  | -  |
| 4                 | N   | Grégoire Demoustier | 2      | 9      | -  | -  | -  | -  | -  | -  |
| 5                 | N   | Stefano D'Aste      | 2      | 6      | -  | -  | 1  | -  | -  | 1  |
| 6                 | N   | Dušan Borković      | 2      | 5      | -  | -  | -  | -  | -  | 1  |
| 7                 | N   | John Filippi        | 2      | 4      | -  | -  | -  | -  | -  | 1  |
| 8                 | N   | Tom Coronel         | 2      | 2      | -  | -  | -  | 1  | -  | 1  |
| Niesklasyfikowani |     |                     |        |        |    |    |    |    |    |    |
|                   |     | Hugo Valente        | 1      | 8      | -  | -  | -  | -  | -  | 1  |
| P                 | +/− | Kierowca            | Starty | Punkty | P1 | P2 | P3 | PP | NO | NS |